# Albert Goblet d'Alviella
Albert Joseph, Goblet d'Alviella (Tournai, 26 maggio 1790 – Bruxelles, 5 maggio 1873) è stato un militare e politico belga, ufficiale del Regno Unito dei Paesi Bassi e successivamente primo ministro del Belgio dal 20 ottobre 1832 4 agosto 1834.

## Biografia
Nato a Tournai (che all'epoca era parte della Francia e attualmente si trova in Belgio) entra nell'esercito francese ma, dopo la fine del periodo napoleonico, passa tra le file dell'esercito olandese.
A seguito della rivoluzione belga del novembre 1830 aderisce al movimento indipendentista. Nel nuovo Regno indipendente del Belgio ricopre la carica di Ministro degli Esteri (1831-1834) e primo ministro. Nel 1837 viene insignito del titolo nobiliare di conte.
Muore il 5 maggio 1873, tre settimane prima di compiere 83 anni.